# Sarel van der Merwe
Sarel van der Merwe, dit Supervan, né le 5 décembre 1946 à Port Elizabeth, est un pilote de rallyes sud-africain.

## Biographie
Il commence sa carrière en compétition automobile en 1965 (sur D.K.W. privée) et la termine en 2002.
Il détient le record du nombre de titres acquis en championnat national (11), en 1975, 1977, 1978, 1979, 1980, 1981, 1982, 1983, 1984, 1985, et 1988, devant Serge Damseaux (10). Ses succès ont surtout été remportés sur Ford Escort Mk II BDA (Belt Driven Assembly) (1975-1979), et Audi Quattro (1981-1986). En 1980, il fait partie de la même équipe que Tony Pond (sur Datsun Stanza). Il remporte son rallye national (le Rallye Zoulou d'Afrique du Sud, également comptabilisé en ARC) aussi à 11 reprises, en 1975, 1980, 1981, 1983, 1984, 1985, 1986, 1988, 1990, 1996, et 1997, et son dernier titre national de 1988 est obtenu sur Volkswagen Golf 4WD.
Par contre Serge Damseaux détient quant à lui le record du nombre de victoires en championnat (74), devant Sarel van der Merwe (66).
Il a également été champion d'Afrique du Sud de trial en 1994, et de trial modifié en 1994 et 2007 (à 61 ans).
Il a encore remporté les 24 Heures de Daytona en 1984 (team Kreepy Krauly Racing), les 500 km sur route d'Atlanta en 1986, les 3 Heures de West Palm Beach la même année (les deux courses avec Doc Bundy sur Chevrolet Corvette GTP), et le rallye du Swaziland en 1996 (à 50 ans).

## Participations aux24 Heures du Mans
| Année | Équipe                  | Voiture        | Équipier         | Équipier            | Classement | Abandon                      |
| ----- | ----------------------- | -------------- | ---------------- | ------------------- | ---------- | ---------------------------- |
| 1984  | John Fitzpatrick Racing | Porsche 956B   | Philippe Streiff | David Hobbs         | 3e         |                              |
| 1985  | Porsche Kremer Racing   | Porsche 956B   | George Fouché    | Mario Hytten        | 5e         |                              |
| 1986  | Porsche Kremer Racing   | Porsche 962C   | Jo Gartner       | Kunimitsu Takahashi | Abd.       | accident mortel avec Gartner |
| 1987  | Joest Racing            | Porsche 962C   | Chip Robinson    | David Hobbs         | Abd.       | Casse moteur                 |
| 1988  | Porsche AG              | Porsche 962C   | Bob Wollek       | Vern Schuppan       | Abd.       | Casse moteur                 |
| 1989  | Repsol Brun Motorsport  | Porsche 962C   | Akihiko Nakaya   | Harald Grohs        | Abd.       | Panne d'éclairage            |
| 1990  | Porsche Kremer Racing   | Porsche 962CK6 | Hideki Okada     | Kunimitsu Takahashi | 24e        |                              |

## Récompenses
- Springbok colours en 1976;
- South African National Colours en 1997;
- Motorsport South African (MSA) Lifetime Achievement award en 2002.